# T-ara Single Complete Best Album "Queen of Pops"
Albums de T-ara
Gossip Girls
(2014)
T-ara Single Complete Best Album "Queen of Pops" est la 2e compilation de T-ara, sorti au Japon le 2 juillet 2014. Il sort au format CD édition Pearl, 2CDs édition Sapphire et 2CDs+goodies édition Diamond. Elle arrive 33e à l'Oricon et reste classé 3 semaines pour un total de 3 907 exemplaires vendus.

## Liste des titres
| 1.  | Bo Peep Bo Peep(Japanese ver.)                                          |  |
| 2.  | Yayaya (Japanese ver.)                                                  |  |
| 3.  | Roly-Poly (Japanese ver.)                                               |  |
| 4.  | Lovey-Dovey (Japanese ver.)                                             |  |
| 5.  | Sexy Love (Japanese ver.)                                               |  |
| 6.  | Bunny Style! (バニスタ！)                                               |  |
| 7.  | Target                                                                  |  |
| 8.  | Kioku ~Kimi ga Kureta Michishirube~ (記憶 ~君がくれた道標(みちしるべ)~) |  |
| 9.  | Number Nine (Japanese ver.)                                             |  |
| 10. | Lead the way                                                            |  |
| 11. | LA'booN                                                                 |  |
| 12. | Kaze no You ni (par QBS) (風のように)                                   |  |

| 1.  | Asonde Miru? (Japanese ver.) (遊んでみる?)                                              |  |
| 2.  | Love Me! ~Anata no Sei de Kurui Sou (Japanese ver.) (Love Me! ~あなたのせいで狂いそう~) |  |
| 3.  | Wae Ireoni (Japanese ver.) (ウェイロニ)                                                 |  |
| 4.  | Apple is A (Japanese ver.)                                                              |  |
| 5.  | Keojitmal ~Uso~ (Japanese ver.) (コジンマル～嘘～)                                      |  |
| 6.  | T.T.L ~Time to Love~ (Japanese ver.)                                                    |  |
| 7.  | Breaking Heart ~Watashi ga Totemo Itakute (Japanese ver.) (私がとても痛くて)            |  |
| 8.  | Day by Day (Japanese ver.)                                                              |  |
| 9.  | Cry Cry (Japanese ver.)                                                                 |  |
| 10. | Hajimete no You ni (Japanese ver.) (初めてのように)                                     |  |
| 11. | Bye Bye (Japanese ver.)                                                                 |  |
| 12. | Watashi, Doushiyou (Japanese ver.) (私、どうしよう)                                     |  |